# Hélio Beltrão
Hélio Marcos Pena Beltrão (Rio de Janeiro, 15 de outubro de 1916 — Rio de Janeiro, 26 de outubro de 1997) foi um economista e administrador brasileiro, atuando como ministro nos governos João Figueiredo e Costa e Silva. É pai da jornalista Maria Beltrão. Foi um dos signatários do Ato Institucional Número Cinco.

## Biografia
Formado em direito na Faculdade Nacional de Direito, da atual Universidade Federal do Rio de Janeiro (UFRJ), foi servidor público no Instituto de Aposentadoria e Pensão dos Industriários (IAPI). 
Foi ministro do Planejamento durante a ditadura militar, no governo de Costa e Silva e da junta militar de 1969. Em 1968, votou pela aprovação do AI-5, um marco no endurecimento da ditadura. Ocuparia novamente o cargo de ministro, na pasta da Previdência Social, e da Desburocratização no Governo Figueiredo. Ocupou também a presidência da Petrobrás, foi acionista minoritário e executivo do Grupo Ultra.
É pai da jornalista Maria Beltrão e do presidente do Instituto Mises Brasil, Hélio Coutinho Beltrão.
Foi também debatedor no quadro "Debates Populares" do Programa Haroldo de Andrade, onde participou por muitos anos.

## Desburocratização
O Programa de Desburocratização, criado por Hélio Beltrão para o Governo Militar,  instituído pelo Decreto nº 83.740, de 18 de julho de 1979, era ousado e previa a melhoria do atendimento dos usuários do serviço público; reduzir a interferência do Governo na atividade do cidadão e do empresário e abreviar a solução dos casos em que essa interferência era necessária, mediante a descentralização das decisões, a simplificação do trabalho administrativo e a eliminação de formalidades e exigências, cujo custo econômico ou social fosse superior ao risco. Designado Ministro para aplicar o programa, Beltrão adotou várias medidas desburocratizantes e algumas, como o Estatuto da Microempresa e os Juizados de Pequenas Causas (mais tarde transformados nos atuais Juizados Especiais), que perduram até hoje.
Mas a partir da década de 90, o programa começa a ser abandonado e com o fim da ditadura militar e da extinção do próprio Ministério, bem como a revogação do decreto, em 2004,  ocorreu um retrocesso e várias das medidas desburocratizantes não saíram do papel.
A bandeira da desburocratização foi assumida pelo Instituto Hélio Beltrão (IHB). Fundado em julho de 1999, o IHB, como anuncia sua carta de princípios, "é uma entidade sem vinculação político-partidária, que tem por objetivo contribuir para o aperfeiçoamento da administração pública, e propor iniciativas que reduzam a interferência indevida do governo na vida do cidadão e da empresa". Além disso, busca a promoção da ética como instrumento de gestão nos setores público e privado. A presidência do Conselho de Administração é ocupada pela esposa do ex-Ministro, Maria da Conceição de Moraes Coutinho Beltrão, e à frente da diretoria executiva está o advogado João Geraldo Piquet Carneiro.[carece de fontes?]